# Ługówka
Ługówka – wieś w Polsce położona w województwie mazowieckim, w powiecie piaseczyńskim, w gminie Góra Kalwaria.
W latach 1975–1998 miejscowość należała administracyjnie do województwa warszawskiego.